# Improved Outer Tactical Vest

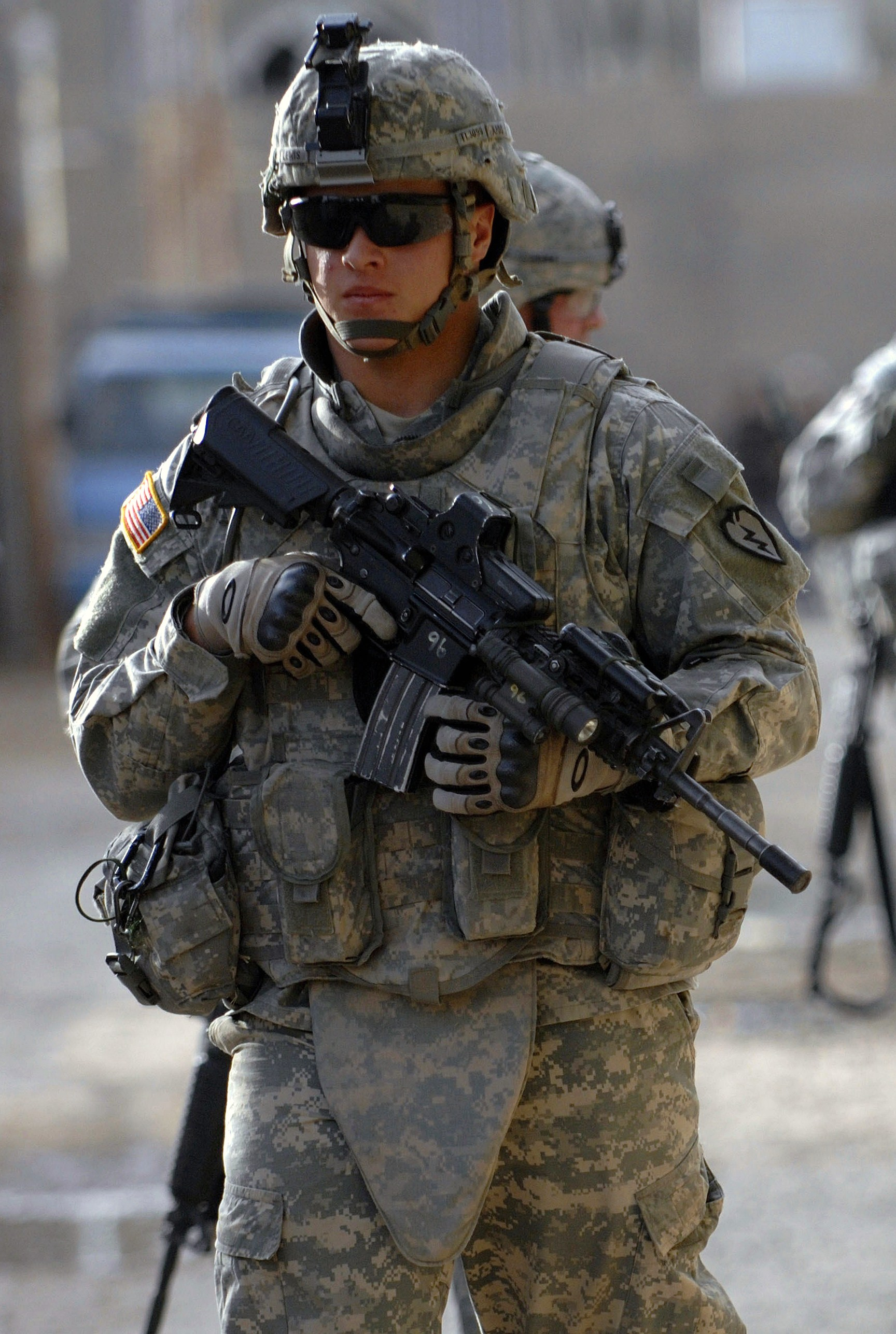
Солдат споряджений жилетом IOTV в універсальному камуфляжі (UCP), Іракська військова кампанія.

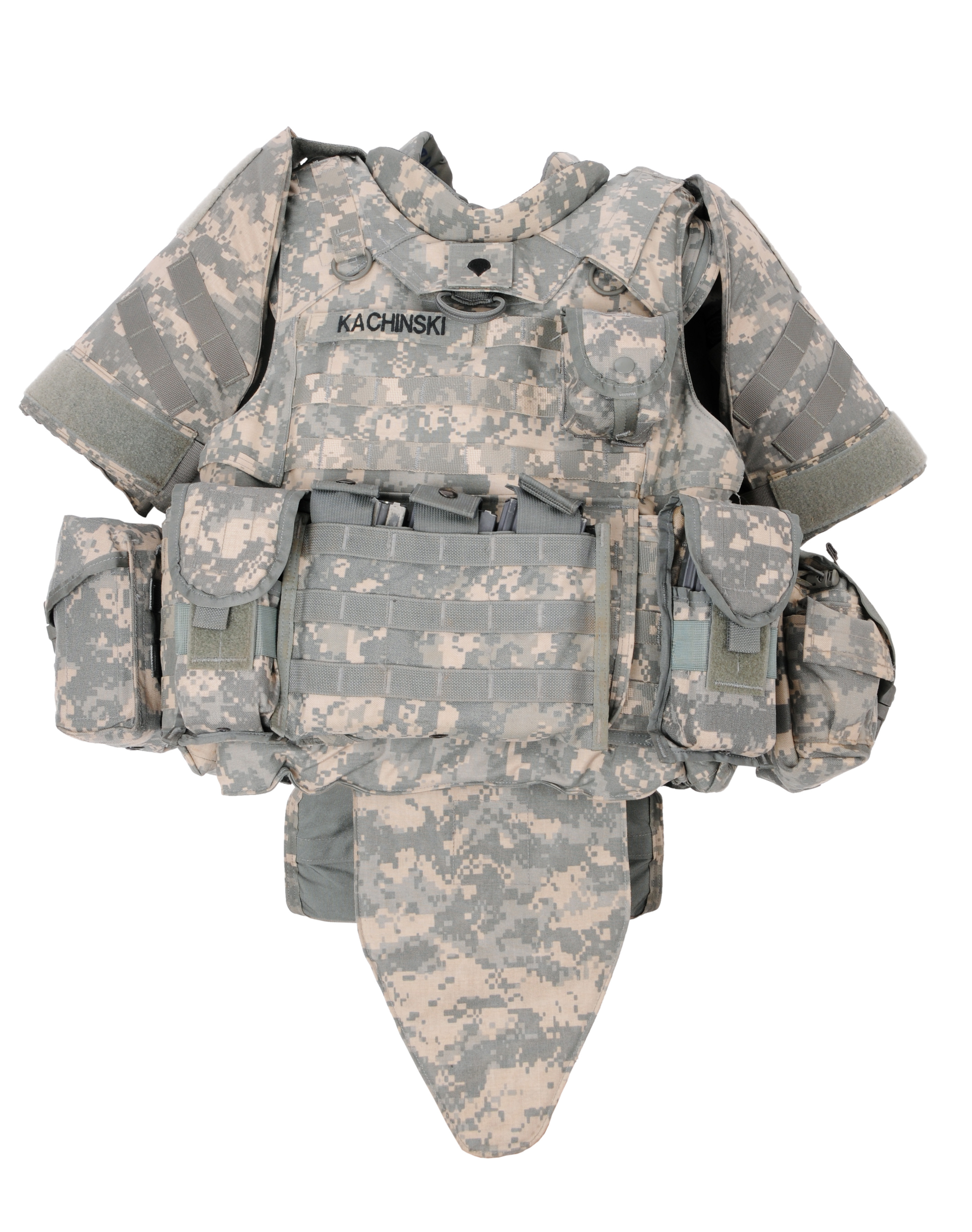
IOTV з компонентами Interceptor Body Armor.

IOTV (Improved Outer Tactical Vest, Покращений зовнішній тактичний жилет) — бронежилет, що прийшов у армії Сполучених Штатів на заміну бронежилетові OTV, компоненту системи IBA (Interceptor Body Armor). IOTV сумісний із захистом плечей DAPS (англ. Deltoid and Axillary Protector System) — компонентом захисної системи IBA попередніх модификацій бронежилетів, крім того можливе використання захисту паха від жилету OTV, також із жилетом сумісні уніфіковані грудні та спинні кераміко-композитні бронепанелі SAPI и ESAPI, а також бокові бронепанелі ESBI S-SAPI.
Бронежилет почали використовувати в кінці 2007 — на початку 2008. На сьогодні це стандартна індивідуальна броня для наземних підрозділів регулярної армії США.

## Особливості
Основною відмінністю IOTV від OTV є:
- збільшена площа балістичного захисту;
- наявність системи швидкого скидання;
- можливість встановлення бокових бронеелементів без використання додаткових модулів;
- розподіл ваги більш рівномірний на м'язи тулубу (в OTV основне навантаження йде на плечі).

Жилет складається з передньої, задньої, двох бокових частин та внутрішнього поясу. Внутрішня частина оснащена сіткою для покращення тепловіддачи. Одягається двома способами: простим натяганням через голову, або розстебнувши ліву(праву) плечову лямку. Закривається жилет фіксацією внутрішнього поясу під передньою панеллю, що підіймається.
Сумісний з іншими компонентами IBA: Deltoid and Axillary Protector System (DAPS, Система Захисту Дельтоподібної та Пахвової Ділянок), захистом пахвинної ділянки, пластинами ESAPI, ESBI. Має стропи PALS, що дозволяє кріплення модульних підсумків, аксесуарів, спорядження.
Вага IOTV середнього розміру з броневставками — 13,6 кг, великого розміру — 15,9 кг.
Захист при використанні плит ESAPI — рівень IV по специфікації NIJ (Національного Інституту Юстиції, США). При використанні м'яких кевларових пластин — рівень IIIA.